# Pop-Tart
 (mai 2022).

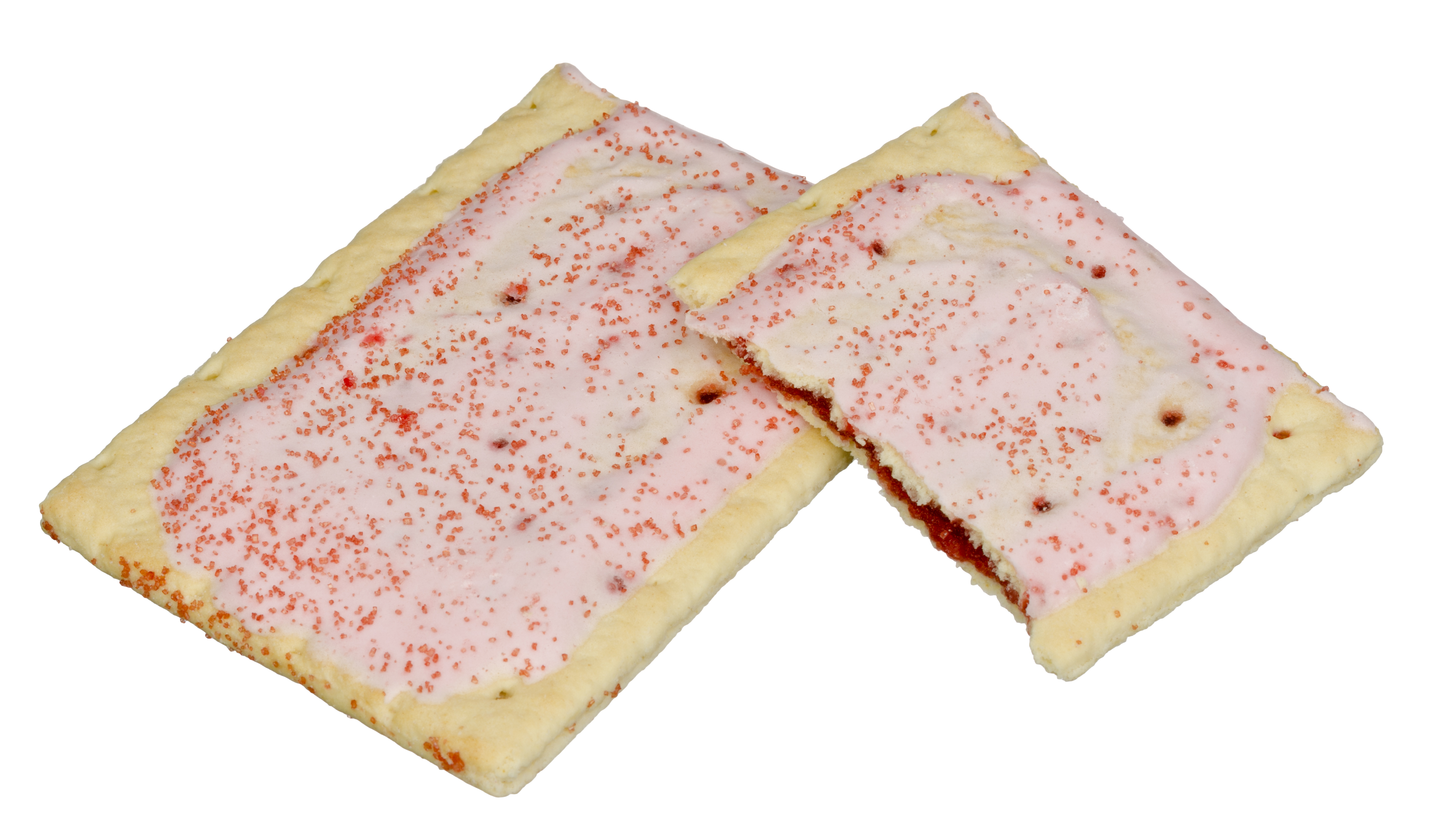
Grillardise aux cerises.

Une pop-tart (onomastisme de la marque commerciale utilisé dans le langage courant par antonomase), aussi dénommée grillardise par l'Office québécois de la langue française, est une pâtisserie à grille-pain, plate et rectangulaire, d'une taille générique d'environ 7,5 cm sur 11,5 cm. Les pop-tarts ont un fourrage sucré enfermé entre deux couches de croûte pâtissière mince ; chaque couche de cette croûte est épaisse d'environ un demi-centimètre. La plupart des variétés ont du glaçage synthétique, mais pas toutes.
On peut les manger sans avoir à les réchauffer, mais on les réchauffe souvent dans un grille-pain. Récemment[Quand ?], certaines variétés, destinées à avoir un meilleur goût si placées au congélateur, ont été mises sur le marché.
Elles sont habituellement vendues en paires dans des paquets d'aluminium et n'ont pas besoin d'être conservées au réfrigérateur.

## Grillardises de marque Pop-Tarts

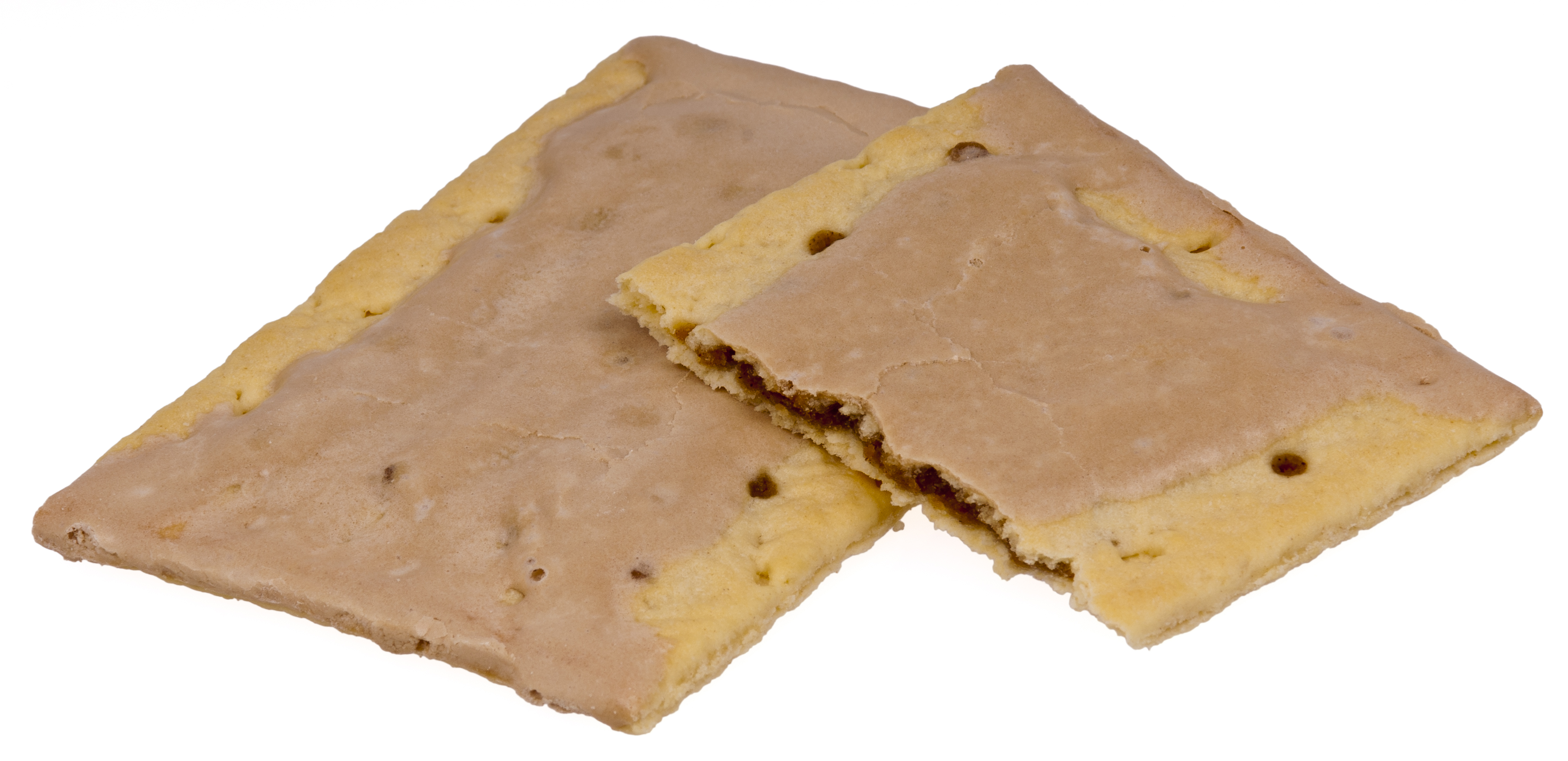
Des grillardises goût cannelle et sucre brun.

La marque de grillardise la plus connue, produite par la compagnie Kellogg's, est nommée Pop-Tarts. Les Pop-Tarts sont la marque de produit la plus populaire de Kellogg's, avec deux milliards de Pop-Tarts vendus chaque année[réf. nécessaire]. Elles sont distribuées principalement aux États-Unis, mais aussi au Royaume-Uni, au Canada et en Australie.
Parmi les parfums les plus populaires, on peut citer le bleuet, la fraise, la cannelle, au sucre brun, la cerise, le chocolat ou le s'more.
Dans les années 1980, Kellogg's a vendu des céréales de petit déjeuner Pop-Tarts, parfumées à la fraise et à la cannelle au sucre brun, en forme de Pop-Tarts miniatures.

## Origine et utilisation du mot
Le mot « grillardise » pour désigner la pâtisserie commercialisée sous le nom de Pop-Tart ou toute autre pâtisserie équivalente a été créé en 2017 par l'Office québécois de la langue française (OQLF), qui recommande d'utiliser ce mot plutôt que la marque de commerce (la création de néologismes par l'OQLF est fréquente, généralement dans le but d'offrir une alternative aux anglicismes). 